# آیت محققی
آیت محققی (زاده ۴ دی ۱۳۱۰ – درگذشته ۲۸ تیر ۱۳۵۹) سرتیپ خلبان اف-۴ فانتوم نیروی هوایی شاهنشاهی ایران، فرمانده پایگاه یکم شکاری مهرآباد و از اعضای تیم آکروجت تاج طلایی بود. پس از انقلاب ۱۳۵۷ وی عضو شورای رهبری کودتای نوژه با عنوان «قیام نقاب» بود، که پس از کشف کودتا در ۱۸ تیر ۱۳۵۹ دستگیر، محاکمه و در ۲۸ تیر ۱۳۵۹ اعدام گردید.

## کودتا
وی به‌همراه سپهبد سید سعید مهدیون و تنی چند از افسران نیروی هوایی شاهنشاهی ایران به نام‌های بیژن ایران‌نژاد، فرخزاد جهانگیری، محمد ملک و یوسف پوررضایی برای بازگرداندن شاپور بختیار و نابودی نظام سیاسی جمهوری اسلامی قصد کودتا داشت. با افشای نقشه و برنامه کودتا، در صبح روز ۱۸ تیرماه ۱۳۵۹ و درحالی‌که همگی خلبانان و افسران شرکت‌کننده در کودتا آماده می‌شدند تا عملیات را با رفتن به پایگاه هوایی شاهرخی همدان آغاز کنند دستگیر، محاکمه و سرانجام در ۲۸ تیر ۱۳۵۹ تیرباران شد. بخش‌هایی از مراحل محاکمه وی ضبط گردید.